# سیستیکا
سیستیکا (به لاتین: Cestica) یک منطقهٔ مسکونی در کرواسی است که در شهرستان واراژدین واقع شده‌است. سیستیکا ۵٬۸۰۶ نفر جمعیت دارد.